# Championnat de La Réunion de football 1995
Navigation
Édition précédente Édition suivante
Le Championnat de La Réunion de football 1996 était la 46e édition de la compétition qui fut remportée par le CS Saint-Denis.

## Classement
| Rang | Équipe                 | Pts | J  | G  | N | P  | Bp | Bc | Diff |
| ---- | ---------------------- | --- | -- | -- | - | -- | -- | -- | ---- |
| 1    | CS Saint-Denis (C)     | 54  | 22 | 14 | 4 | 4  | 42 | 24 | +18  |
| 2    | USST                   | 51  | 22 | 10 | 9 | 3  | 38 | 16 | +22  |
| 3    | JS Saint-Pierroise     | 50  | 22 | 12 | 4 | 6  | 46 | 27 | +19  |
| 4    | US Possession          | 50  | 22 | 12 | 4 | 6  | 41 | 27 | +14  |
| 5    | SS Saint-Louisienne    | 48  | 22 | 11 | 4 | 7  | 34 | 21 | +13  |
| 6    | AS Chaudron (P)        | 45  | 22 | 7  | 9 | 6  | 26 | 26 | 0    |
| 7    | SS Sainte-Rosienne (P) | 44  | 22 | 7  | 8 | 7  | 20 | 21 | -1   |
| 8    | SS Saint-Pauloise      | 43  | 22 | 6  | 9 | 7  | 21 | 28 | -7   |
| 9    | SS Jeanne d'Arc        | 41  | 22 | 5  | 9 | 8  | 23 | 27 | -4   |
| 10   | USSA Léopards          | 38  | 22 | 5  | 6 | 12 | 24 | 41 | -17  |
| 11   | AS Marsouins           | 33  | 22 | 1  | 9 | 12 | 10 | 36 | -26  |
| 12   | MJC Sainte-Suzanne     | 31  | 22 | 2  | 5 | 15 | 19 | 50 | -31  |

|  | Champion de La Réunion et qualification pour la Coupe des clubs champions africains 1996 |
|  | Relégation en 2e division                                                                |